# Ilhas Habibas
As Ilhas Habibas (em francês:  Îles Habibas, em árabe: جزر حبيبة) são um conjunto de ilhas das quais destacam duas principais, e que se encontram a noroeste da cidade de Orão, frente à praia de Madegh, na Argélia. Fazem parte do território da comuna ou municipio de Bou Zedjar, na província (ou wilāyah; ولاية) costeira de Orão (ولاية وهران). Têm uma área total de 40 hectares. As ilhas são ricas em variedade de flora e fauna de particular importância, como o endemismo iberoafricano Anthemis chrysantha, pelo que se encontram protegidas como Reserva Natural.